# سالفاتوري دي ايليا
سالفاتوري دي ايليا (بالإيطالية: Salvatore D'Elia) (10 فبراير 1989 بمونيانو دي نابولي في إيطاليا - ) هو لاعب كرة قدم إيطالي في مركز الدفاع. شارك مع منتخب إيطاليا تحت 20 سنة لكرة القدم. أما مع النوادي، فقد لعب مع نادي فيتشينزا ونادي فينيزيا ويوفنتوس وFigline 1965 ‏ وPortogruaro Calcio ASD ‏.

## وصلات خارجية
- سالفاتوري دي ايليا على موقع إي إس بي إن إف سي (الإنجليزية)
- سالفاتوري دي ايليا على موقع قاعدة بيانات كرة القدم.إي يو (الإنجليزية)
- سالفاتوري دي ايليا على موقع Soccerway.com (الإنجليزية)
- سالفاتوري دي ايليا على موقع عالم كرة القدم.نت (الإنجليزية)